# سانت أندريا فريوس
سانت أندريا فريوس، (بالإنجليزية: Sant'Andrea Frius)‏، (سردينيا: Sant'Andria ‘e Frius)، هي بلدية في مقاطعة جنوب سردينيا، في إقليم سردينيا الإيطالي، وتقع على بعد حوالي 30 كم (19 ميل) إلى الشمال من كالياري. 

## السكان
في سنة 1861 بلغ عدد السكان 1٬016 نسمة، وتطور العدد ليصل في سنة 2011 لـ 1٬834 نسمة.
يظهر هذا المخطط البياني تطور النمو السكاني لـ سانت أندريا فريوس